# Barret de campana
El barret de campana, o, contextualment, la campana (del francès cloche, 'campana', 'closca'), és un barret femení, generalment de feltre, de copa acampanada i ala mínima. Dissenyat per Caroline Reboux, fou el barret femení predominant en la dècada de 1920, i el característic de l'estil garçonne.

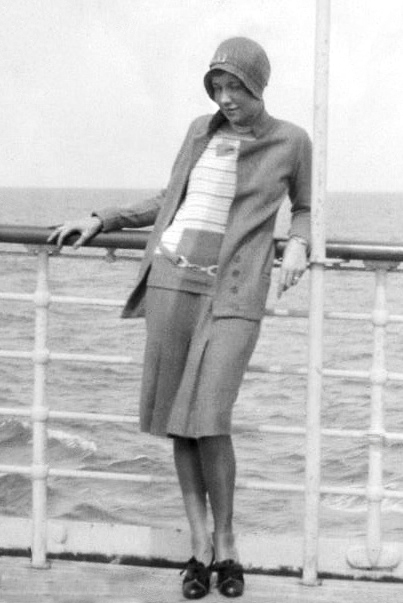
Dona amb barret de campana (1929)

El barret de campana quedava arrapat a la closca, de manera que no es podia dur amb cabells llargs, cosa que fomentà encara més el pentinat a la garçonne. Es duia encasquetat sobre el front, i això obligava la portadora a alçar el mentó i mirar cap avall, la qual cosa reforçava l'aire de seguretat de la dona nova.
A partir de 1928 fou moda girar amunt l'ala del barret de campana.
A partir de 1930 la campana perd l'hegemonia quasi absoluta de què havia gaudit durant els anys folls, i en 1933-1934 passa de moda definitivament,